# Arnoud van Groen
Pour les articles homonymes, voir Groen (homonymie).
Arnoud van Groen (né le 11 décembre 1983 à Monnickendam, dans la province d'Hollande-Septentrionale, aux Pays-Bas) est un coureur cycliste néerlandais.

## Palmarès
- 2006
  - 1re étape du PWZ Zuidenveld Tour (contre-la-montre par équipes)
- 2007
  - 2e de la Ster van Zwolle
- 2008
  - 2e de la Ster van Zwolle
- 2010
  - 2e de À travers la Drenthe
  - 2e de Halle-Ingooigem
  - 3e de la Gullegem Koerse

## Classements mondiaux
| Année           | 2005 | 2006 | 2007 | 2008  | 2009 | 2010 | 2011 | 2012 |
| --------------- | ---- | ---- | ---- | ----- | ---- | ---- | ---- | ---- |
| UCI Europe Tour | 525e | 968e | 548e | 1217e | 797e | 111e | 973e | 649e |